# The Light Corridor
The Light Corridor (doslovně Světelná chodba) je počítačová hra z roku 1990. Vydavatelem hry je společnost Infogrames. Hra byla vydána pro počítače Amstrad CPC, Atari ST, MSX, PC (MS DOS), Sega Master System a Sinclair ZX Spectrum. Autorem hry je Vincent Pourieux, hudbu složil Frederic Mentzen. Verze pro Sinclair ZX Spectrum vyšla v roce 1991 a byla naprogramována programátorskou skupinou New Frontier (program napsal Zydro, grafiku vytvořili Robin a Fustor a hudbu napsal Joe McAlby).

## Hratelnost
Cílem hry je dopravit kuličku na konec chodby. Hráč ovládá desku, pomocí které odráží kuličku. Kulička se odráží nejenom od desky ovládané hráčem, ale také od překážek, které se vyskytují v chodbě. Cestou může hráč sbírat různé bonusy, kterými jsou body navíc, další životy a pomocné funkce. Mezi pomocné funkce patří třeba lepidlo (jakmile se kulička dotkne hráčovy desky, neodrazí se automaticky, ale čeká až na povel hráče k odražení), druhá deska pohybující se symetricky s deskou hráče nebo druhá deska pohybující se automaticky. Na konci chodby je nutné se strefit do pohybujícího se objektu. Styl hry je podobný stylu hry Arkanoid.